# Фомичёв, Александр Ильич
Александр Ильич Фомичёв (1923 год, с. Максимовка, Сандыктауский район, Акмолинская область, Казахстан — 1978 год) — горный инженер, директор шахты № 33—34 комбината «Карагандауголь» Министерства угольной промышленности СССР, Карагандинская область, Казахская ССР. Герой Социалистического Труда (1971). Заслуженный шахтёр Казахской ССР (1965).

## Биография
Родился в 1923 году в крестьянской семье в селе Максимовка Кокчетавского уезда (ныне — Сандыктауский район Акмолинский области).
В 1934 году его родители переехали в Караганду. После окончания семилетней школы работал на шахте № 20. В 1940 году поступил в Карагандинский горный техникум. С 1942 года участвовал в Великой Отечественной войне. В 1959 году окончил инженерный факультет Свердловского горного института. После демобилизации возвратился в Караганду и продолжил своё обучение в Карагандинском горном техникуме. С 1948 по 1950 года трудился на маркшейдером на шахте № 19 и с 1950 по 1952 года — механик, помощник главного инженера на шахте № 42/43.
С 1956 года обучался на инженерных курсах Свердловского горного института, по окончании которых был назначен начальником шахты № 31-бис, шахты № 33/34 (позднее — шахта «Майдукская» треста «Карагандауголь»).
В конце 60-х годов по его инициативе на руководимой им шахте был внедрена новая технология выемки угольного пласта в три наклонных слоя с помощью узкозахватного комбайна 2К-52, в результате чего была достигнута мощность выемки угля в 6,67 метра. Месячная выемка угля в среднем составила 25 тысяч тонн, при этом на нижнем и верхнем пластах — по 35 тысяч тонн. С 1967 по 1970 года шахта ежегодно перевыполняла план по добыче угля. Обязательства 8-й пятилетки (1966—1970) были выполнены досрочно. В 1971 году был удостоен звания Героя Социалистического Труда.
С 1973 по 1977 год — директор шахты «Карагандинская» и с 1977 года — начальник Карагандинского округа Госгортехнадзора Казахской ССР.
Скончался в 1978 году в Москве во время совещания в Министерстве угольной промышленности СССР. Похоронен за пределами Казахстана.

## Награды
- Герой Социалистического Труда — указом Президиума Верховного Совета СССР от 30 марта 1971 года
- Орден Ленина
- Медаль «За отвагу»
- Медаль «За победу над Германией в Великой Отечественной войне 1941—1945 гг.»